# Symposiachrus menckei
Symposiachrus menckei là một loài chim trong họ Monarchidae.